# West Manchester (Ohio)
Pour les articles homonymes, voir West Manchester.
West Manchester est un village américain situé dans le comté de Preble, dans l'Ohio. Selon le recensement de 2010, sa population est de 474 habitants.